# Kanlaon
Der Kanlaon (auch Canlaon geschrieben) ist ein Schichtvulkan auf den Philippinen. Er liegt auf der Grenze der Provinzen Negros Occidental und Negros Oriental auf der zur Inselgruppe Visayas gehörenden Insel Negros ungefähr 36 Kilometer südöstlich von Bacolod City. Der Kanlaon ist der höchste Berg der Insel und einer von 22 aktiven Vulkanen auf den Philippinen.

## Aufbau
Der Kanlaon hat eine Höhe von 2435 Meter über dem Meeresspiegel und einen Basisdurchmesser von 30 Kilometer. Am Berg bestehen zahlreiche pyroklastische Kegel und Krater. Der Gipfel besteht aus einer weiten, länglichen Caldera mit einem Kratersee im Norden und einem kleineren, aber aktiveren Krater im Süden.
Drei heiße Quellen liegen an den Hängen des Berges, die Mambucal Hot Springs im Nordwesten, sowie die Bucalan Hot Spring und die Bungol Hot Spring. Nördlich des Kanlaons liegen die Vulkane Silay und Mandalagan.

## Der Kanlaon in der Mythologie
Laon ist der Name einer alten Gottheit der Hiligaynona. In vorspanischer Zeit wurde diese Gottheit von den Einheimischen als oberster Führer verehrt. Die Vorsilbe ka bedeutet „für“. Der Berg gilt als Ort, an dem Laon den Menschen erschienen ist.
In früheren Zeiten stiegen die Priester (Babaylan) bei besonderen Zeremonien auf den Berg oder um bei guten Ernten Rituale durchzuführen. Sie brachten als Zeichen des Respekts auch Geschenke dar.

## Ausbrüche
Der Kanlaon ist der aktivste Vulkan in den Zentralphilippinen. Seit 1886 wurden über 25 Ausbrüche verzeichnet. Typisch sind kleinere bis mittlere phreatische Eruptionen mit geringen Ascheniederschlägen im Umfeld des Vulkans.
Am 10. August 1996 kam es zu einem Ausbruch ohne Vorwarnung, bei dem ein britischer und zwei philippinische Bergsteiger ums Leben kamen. 17 weitere Bergsteiger wurden von den Behörden gerettet. Der Berg ist ein beliebtes Ziel von Bergsteigern.
Am 3. Juni 2006 zeigte der Berg erneut Aktivität und spie Dampf und Asche. Am 12. Juni 2006 wurde vom Philippine Institute of Volcanology and Seismology (PHIVOLCS) Alarmstufe 1 (leichte Aktivität) ausgegeben.
Am Abend des 23. November 2015 wurde erneut ein kleiner Ascheausstoß verzeichnet. Es folgten weitere kleinere Asche-Entweichungen, bis am 27. Dezember 2015 eine größere Asche-Eruption erfolgte. Der vorherrschende Wind trug die schwefelhaltige Asche nach Südwesten in Richtung der bevölkerungsreichen Westküste von Negros. Die Bevölkerung wurde aufgefordert, Masken zu tragen, und sich in geschlossenen Räumen aufzuhalten.
Am 18. Juni 2016 ist der Vulkan erneut ausgebrochen. Visuelle Beobachtungen des Vulkanobservatoriums berichten von drei eruptiven Ereignissen, welche insgesamt 27 Minuten dauerten. Das auf dem Vulkan installierte seismische Netzwerk registrierte die durch die Explosionen ausgelösten Erdbeben. Der erste Ausbruch, eine Dampf- und Gas-Explosion, ließ eine grau-weiße Wolke mit einer Höhe von 1,5 Kilometern entstehen. Eine unmittelbar folgende Asche-Eruption führte zu einer schwarzen Wolke mit einer Höhe von 500 Metern. Im Westen des Vulkans wurde anschließend Aschefall registriert, betroffen waren vor allem die Orte San Miguel sowie Yubo in einer Entfernung von etwa 14 Kilometern vom Vulkan. Einwohner berichteten von schwachem Schwefelgeruch.
Am 3. Juni 2024 brach der Vulkan erneut aus. Die Eruption erzeugte eine Rauchwolke mit einer Höhe von etwa 5 Kilometern und einen pyroklastischen Dichtestrom, der etwa 2–3 km die Süd- und Südosthänge des Vulkans hinunterging. Der Ausbruch dauerte laut seismischen Daten 6 Minuten und wurde von einem relativ starken vulkanisch-tektonischen Erdbeben gefolgt. Zu einem weiteren Ausbruch kam es am 9. Dezember 2024.

## Mount Kanlaon Natural Park
Der Mount Kanlaon Natural Park wurde bereits 1934 auf einer Fläche von 248,54 km² um den Berg etabliert. Er wurde 1997 zum Nationalpark erklärt und 2001 als Schutzgebiet in das philippinische Gesetz zum Schutz der Biosphäre (NIPAS) aufgenommen. Er beherbergt viele seltene und durch die Insellage auch größtenteils endemische Tierarten, wie den Prinz-Alfred-Hirsch oder das Visayas-Pustelschwein.